# Kaufmännisches Bestätigungsschreiben
Das kaufmännische Bestätigungsschreiben ist die schriftliche Bestätigung eines mündlichen Vertragsabschlusses unter Kaufleuten. Das Rechtsinstitut des kaufmännischen Bestätigungsschreibens ist gewohnheitsrechtlich auf Grundlage eines Handelsbrauchs anerkannt.

## Grundzüge
Handelsgeschäfte können zustande kommen durch Schweigen auf ein kaufmännisches Bestätigungsschreiben. Vom Adressaten des Schreibens wird daher eine erhöhte Aufmerksamkeit im Schriftverkehr verlangt. Der Inhalt des Schreibens gilt vom Adressaten nämlich als angenommen, wenn er nicht unverzüglich widerspricht. Das gilt auch, wenn der Vertragsinhalt falsch wiedergegeben ist. Auf die Form der Bestätigung kommt es nicht an, sie kann per Brief, Telefax, E-Mail oder anders verschickt werden. Der römisch-rechtliche Grundsatz „wer schweigt, scheint zuzustimmen“ (qui tacet consentire videtur) gilt im deutschen Recht nur ausnahmsweise beim kaufmännischen Bestätigungsschreiben, weil Schweigen im deutschen Privatrecht grundsätzlich keine Willenserklärung darstellt. Im Rahmen von Handelsgeschäften zwischen Kaufleuten kommt dem Schweigen hier eine stärkere Bedeutung zu.

## Schweigen auf ein kaufmännisches Bestätigungsschreiben (§ 346 HGB)
Schweigen auf ein Bestätigungsschreiben beruht auf der gewohnheitsrechtlich tradierten Grundlage eines Handelsbrauch gemäß § 346 HGB. Voraussetzung ist dabei, dass die Parteien Vollkaufleute sind, zumindest aber in größerem Umfang am Wirtschaftsleben teilnehmen. Vom Bestätigungsschreiben sollen Vertragsverhandlungen erfasst werden, die bereits stattgefunden haben. Dabei kann ein mündlicher Vertragsschluss bereits erzielt worden sein, er ist aber nicht Voraussetzung. Es muss sich um ein echtes Bestätigungsschreiben handeln, das aber nicht als solches bezeichnet werden muss. Der Absender muss dabei der Auffassung sein, dass der Vertrag mündlich bereits geschlossen wurde.  
Der Inhalt des Schreibens ist die Bestätigung eines Vertragsschlusses. Der Bestätigende geht dabei gutgläubig davon aus, dass ein Vertragsschluss vorliegt und er die vertraglichen Punkte lediglich zusammenfasst. Das kaufmännische Bestätigungsschreiben gibt den wesentlichen Inhalt des Vertrages wieder, wobei Ergänzungen zulässig sind, die vernünftige Parteien zur ordnungsgemäßen Abwicklung des Vertrages vereinbart hätten und mit deren Billigung der Bestätigende rechnen konnte. 
Der Zugang des Schreibens muss in einem zeitlichen Zusammenhang mit den Verhandlungen stehen und den Bestätigenden darf nicht ein unverzüglicher Widerspruch des Empfängers ereilen. Unter Erfüllung aller Voraussetzungen tritt die Rechtsfolge ein, dass der Vertrag mit dem Inhalt des Bestätigungsschreibens wirksam wird. 

## Schweigen des Kaufmanns auf ein Angebot zur Geschäftsbesorgung (§ 362 HGB)
Voraussetzung des § 362 HGB zunächst, dass ein Angebot zur Besorgung von Geschäften im Sinne des § 675 BGB unterbreitet wird. Antragsempfänger kann im Sinne der Norm auch ein (Minder-)Kaufmann sein.  Dessen Betriebsorganisation bringt die Besorgung von Geschäften für andere mit sich, wobei zum Zeitpunkt des Angebots eine Geschäftsbeziehung der Parteien besteht. Das Angebot – das der Antragsempfänger mit Schweigen quittiert – muss sich auf Geschäfte beziehen, die zum üblichen Geschäftskreis des Gewerbebetriebs des Antragsempfängers gehören. Bei Schweigen des Antragsempfängers kommt der Vertrag gemäß § 362 Abs. 1 Satz 1 HGB mit dem Inhalt des Antrags zustande.  
Im Sinne des § 362 Abs. 1 Satz 2 HGB gilt das gleiche, wenn einem Kaufmann ein Antrag über die Besorgung von Geschäften von jemand zugeht, dem gegenüber er sich zur Besorgung solcher Geschäfte erboten hat. 

## Abgrenzung
Abzugrenzen ist das kaufmännische Bestätigungsschreiben von der Auftragsbestätigung, bei der durch den Zugang erst ein Vertrag zustande kommt, während der Absender beim kaufmännischen Bestätigungsschreiben von einem Vertragsschluss ausgeht.

## Schweiz
Auch in der Schweiz kann das kaufmännische Bestätigungsschreiben konstitutive Rechtskraft entfalten, wenn ihm nicht rechtzeitig widersprochen wird und es nicht derart vom Verhandlungsergebnis abweicht, dass nach Treu und Glauben kein Einverständnis des Empfängers erwartet werden darf.